# Cochera (ferrocarril)

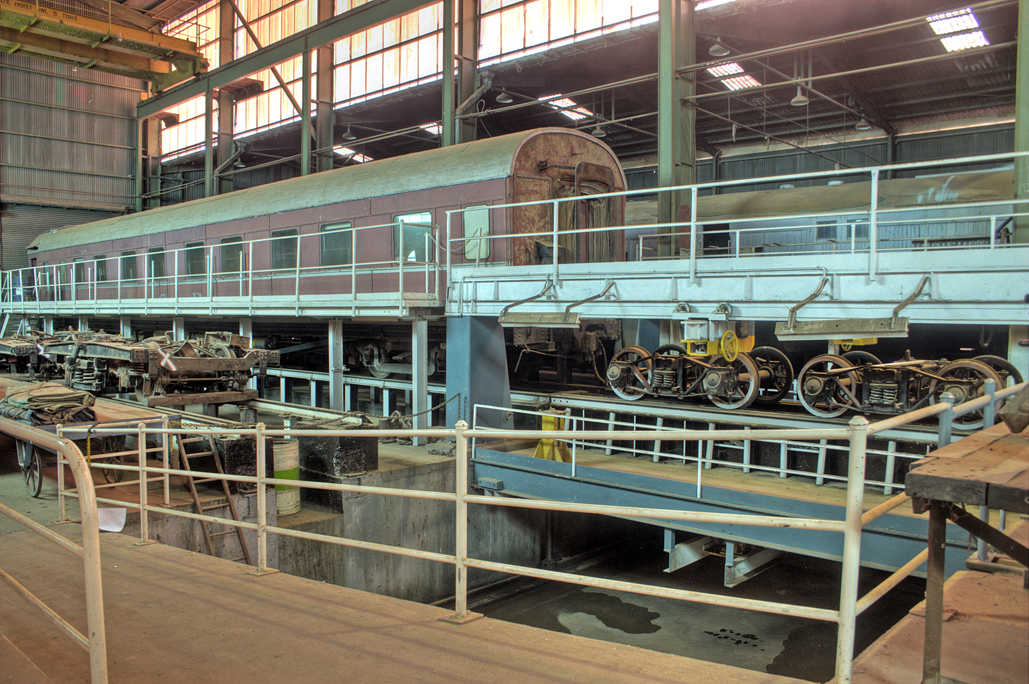
Interior de una nave de locomotoras diésel

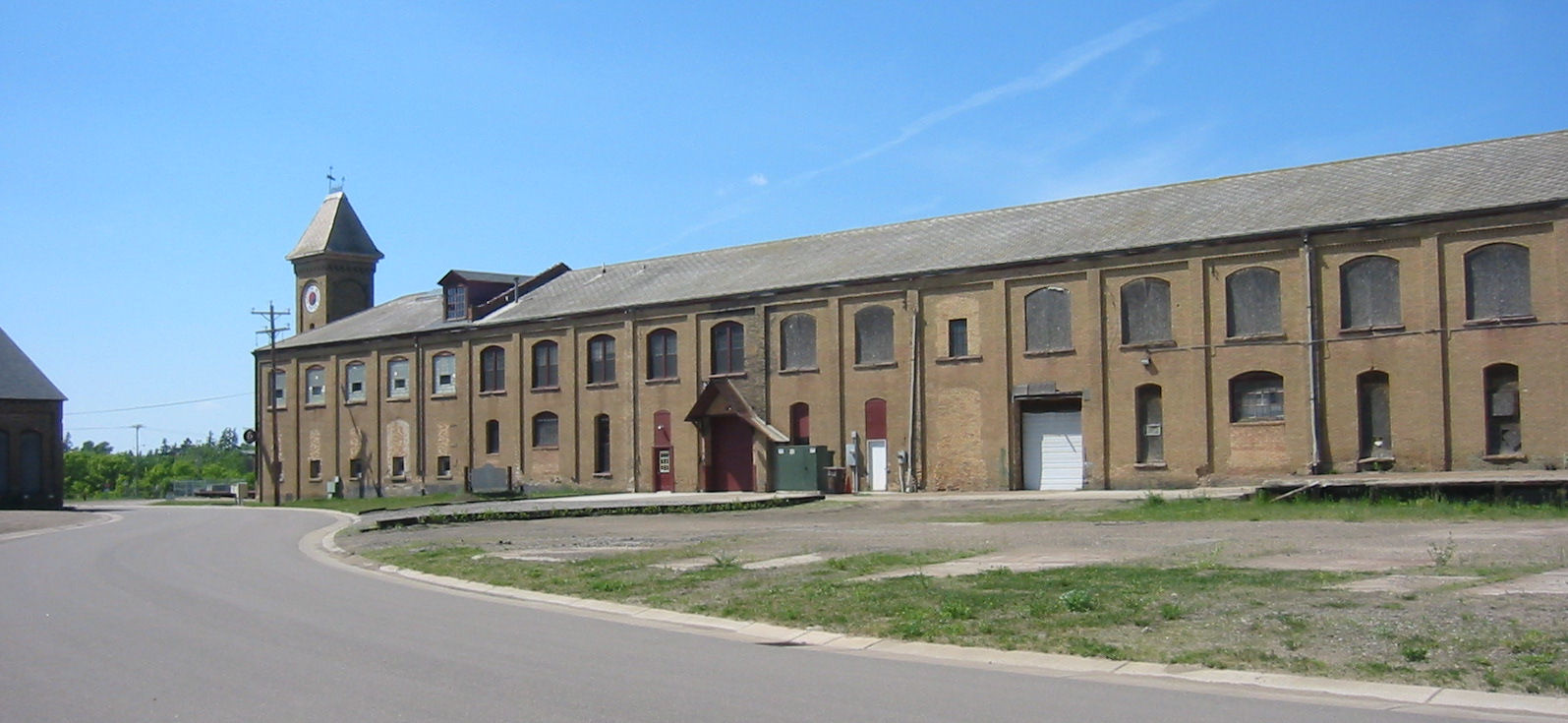
Talleres del Ferrocarril Northern Pacific

En el ámbito ferroviario, el término cochera se utiliza de forma genérica para denominar a cualquier tipo de edificación en la que se puede alojar el material rodante por distintos motivos. Cuando la función de las cocheras es la reparación y el mantenimiento de las locomotoras, entonces se habla de depósitos de locomotoras o de depósitos de mantenimiento de tracción. Originalmente se los conocía como "tinglados" o simplemente "cobertizos". Pueden incluir instalaciones para lavado exterior y limpieza interior, reabastecimiento de combustible y agua, lubricado y engrasado y, en la época de las locomotoras de vapor, para la eliminación de las cenizas. También pueden contener talleres para las reparaciones y el mantenimiento diarios, aunque las revisiones importantes del material rodante por lo general se llevan a cabo en centros especializados, conocidos como talleres ferroviarios

## Cobertizos de máquinas en la era del vapor

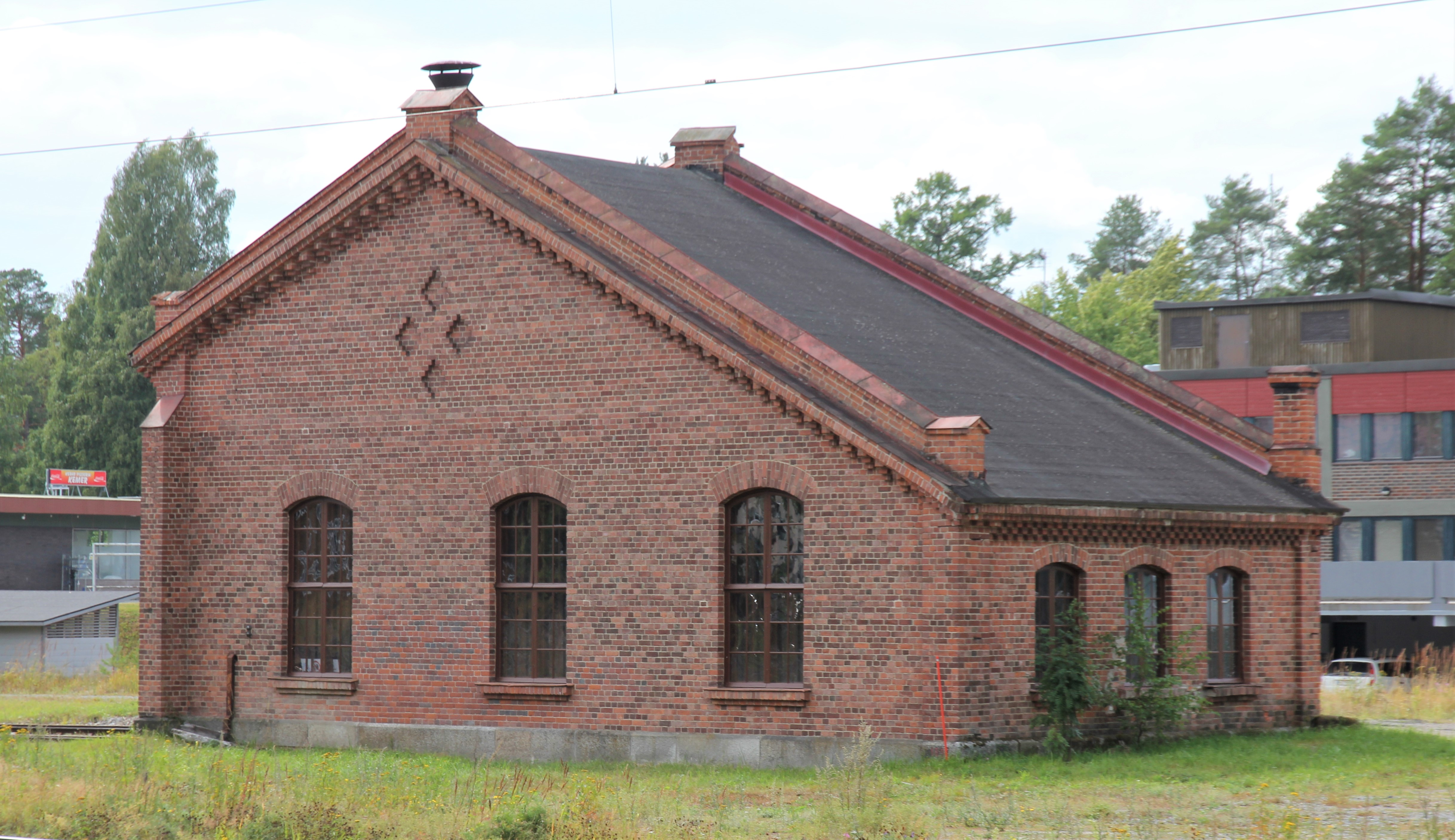
Antiguo depósito de lomotoras en Suonenjoki, Finlandia

Los cobertizos de máquinas se podían encontrar en muchos pueblos y ciudades, así como en zonas rurales. Fueron construidos por las empresas ferroviarias para dar alojamiento a sus locomotoras que prestaban sus servicios de trenes locales. Cada depósito de máquinas tendría una asignación de locomotoras en consonancia con las funciones desempeñadas desde ese depósito. La mayoría de ellos tenían una combinación de locomotoras de pasajeros, carga y maniobras, pero en algunos de ellos, como el de Mexborough, predominaban las locomotoras de mercancías que reflejaban la naturaleza industrial de la zona del sur de Yorkshire. Otros, como las cocheras de locomotoras de Kings Cross en Londres, atendían sobre todo a las locomotoras empleadas en los trenes de pasajeros.
Por entonces, la mayoría de los depósitos disponía de alguna locomotora de maniobras. Normalmente, eran locomotoras tanque de configuración 0-4-0T o 0-6-0T empleadas para componer trenes, y se podían encontrar en patios de mercancías, apartaderos de vagones, depósitos de mercancías y muelles.
Muchas grandes plantas industriales conectadas con el ferrocarril también tenían cobertizos de máquinas para alojar y mantener sus propias locomotoras de maniobras.

### Diseño
Cada compañía ferroviaria tenía su propio diseño arquitectónico de cobertizo de máquinas, pero había tres diseños básicos:
- Rotondas: donde las vías irradiaban desde una mesa giratoria.
- En recta: una serie de vías a las que se podía acceder desde cualquier extremo.
- En fondo de saco: varias vías de apartado accesibles desde un solo extremo.

Las plataformas giratorias para cobertizos rectos y en fondo de saco generalmente estaban situadas en el exterior. Los de las rotondas podían estar en su interior, como la de York en el Reino Unido, o afuera, como la de la Compañía de Carbón y Ferrocarril de East Broad Top en Rockhill (Pensilvania), EE. UU.

### Actividad
Las actividades principales que se realizaban en los cobertizos eran las siguientes:
Eliminación de cenizas
- Cuando una máquina de vapor llegaba al cobertizo, se apagaba su fogón y se quitaba la ceniza que se había acumulado. La eliminación de las cenizas era un trabajo sucio que solía realizarse manualmente, aunque algunos depósitos más grandes tenían instalaciones para eliminar las cenizas de manera más eficiente. El estudio de fotografías de la era del vapor muestra que no era raro que montones de cenizas se esparcieran por el cobertizo o por sus inmediaciones.

Lavado de calderas
- Después de completar su último servicio y llegar al cobertizo, las locomotoras se sometían a un lavado regular de la caldera para eliminar las incrustaciones, mejorar su eficiencia y evitar problemas de seguridad ligados a la obstrucción de los conductos.[1]: 31

Suministro de carbón

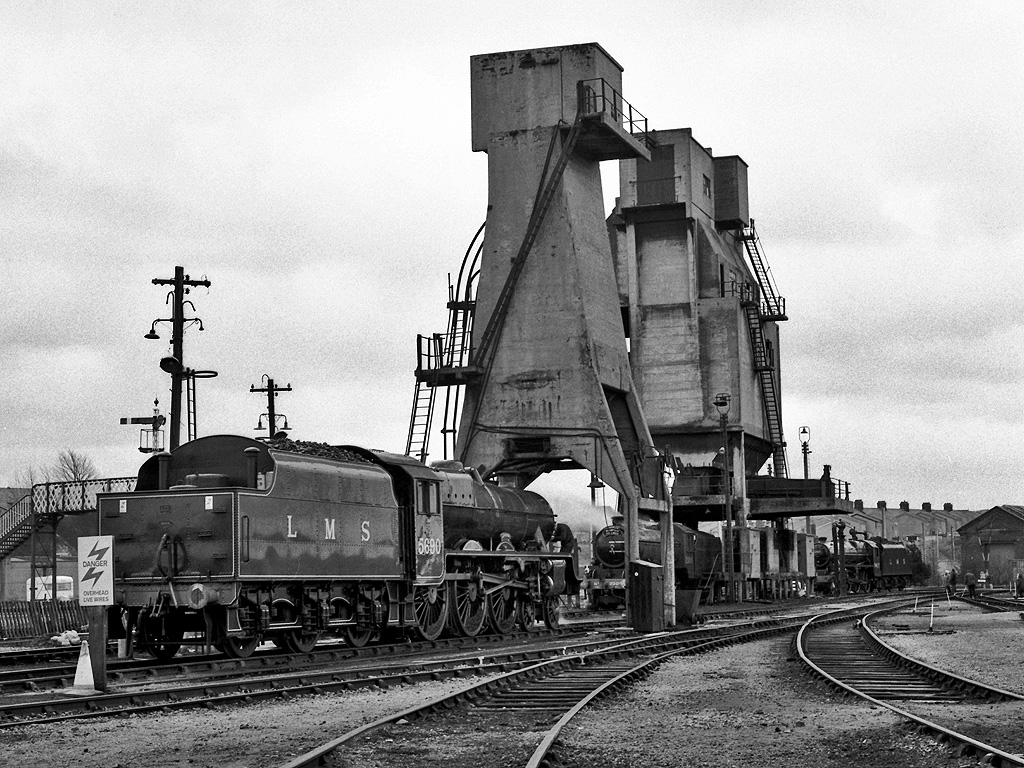
Locomotora LMS 4-6-0 5690 LEANDER en Carnforth (Reino Unido), bajo una tolva de carbón mecanizada

Las locomotoras generalmente funcionaban con carbón. Inicialmente, el trabajo de cargar la carbonera o el ténder se hacía a mano, y muchos depósitos tenían en su interior grandes montones de carbón, cuidadosamente dispuestos como recintos construidos con grandes bloques de carbón al estilo de un muro de piedra seca, con las piezas más pequeñas en su interior.: 222–3  A medida que la tecnología avanzó y las cocheras estaban cada vez más ocupadas, este proceso se mecanizó y enormes tolvas de carbón permitían saber desde lejos donde se hallaban las cocheras. Los cobertizos no eran lugares limpios para trabajar. El gran depósito del este de Londres en Stratford tenía un dormitorio para los maquinistas y el personal que trabajaba allí, que "se despertaban con una capa de polvo de carbón cubriéndolos a ellos y a sus camas".: 20 
Abastecimiento de agua

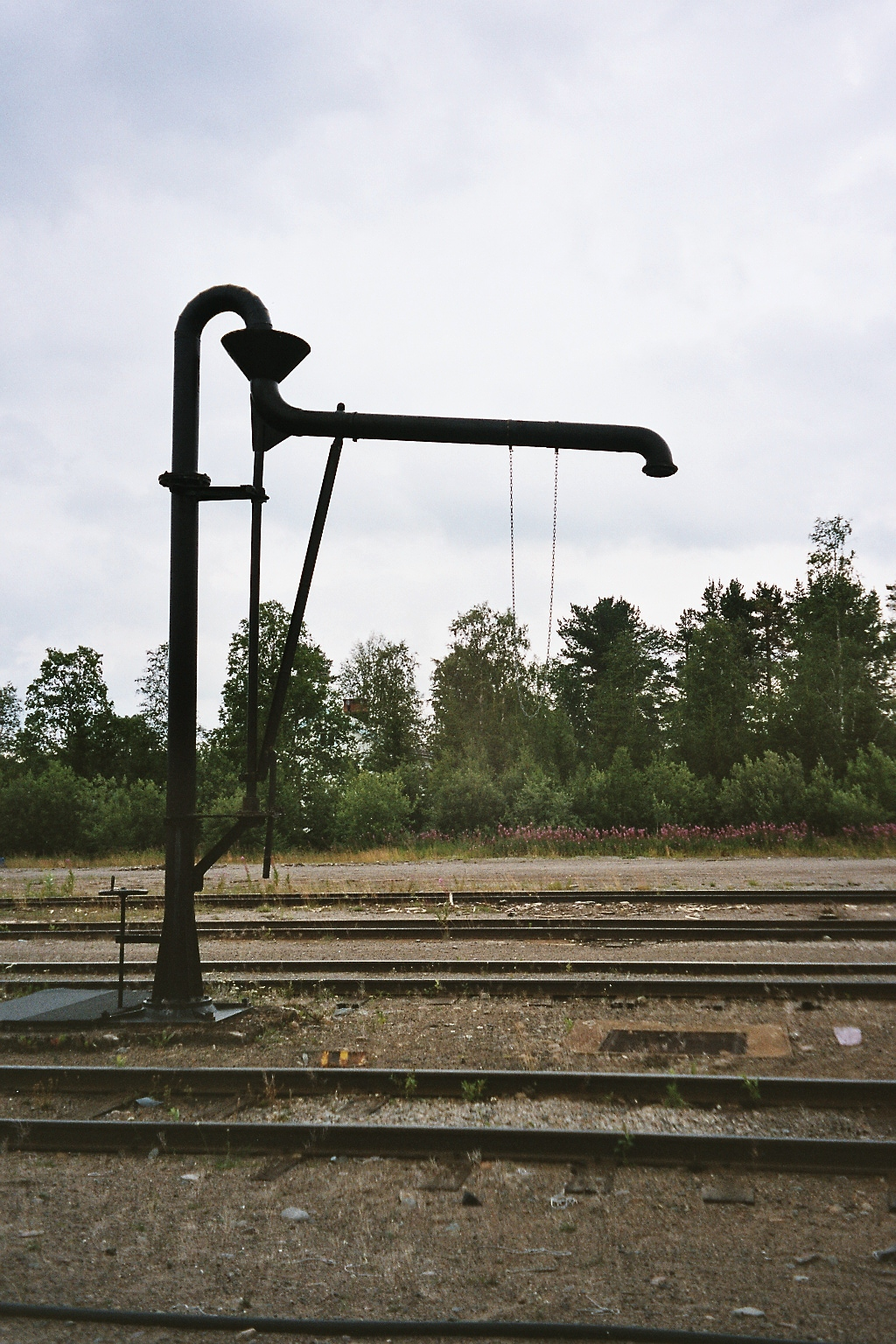
Aguada en Inlandsbanan

Otro requisito clave de la máquina de vapor era el suministro de agua que se transporta en los ténderes o en los depósitos de las máquinas. En Australia, el agua también se transportaba en un depósito montado en un vagón, debido a las distancias más largas recorridas y a los recursos hídricos más escasos. En depósitos donde el contenido de cal del agua era alto (conocido en algunas áreas como "aguas duras"), se introdujeron plantas de ablandamiento de agua. En el cobertizo de máquinas de Norwich en el Reino Unido, el lodo decantado en los depósitos se acumulaba en unas cubas y se vaciaba cada tres años más o menos, vertiéndolo al mar en Lowestoft.: 71 
Cambio de sentido

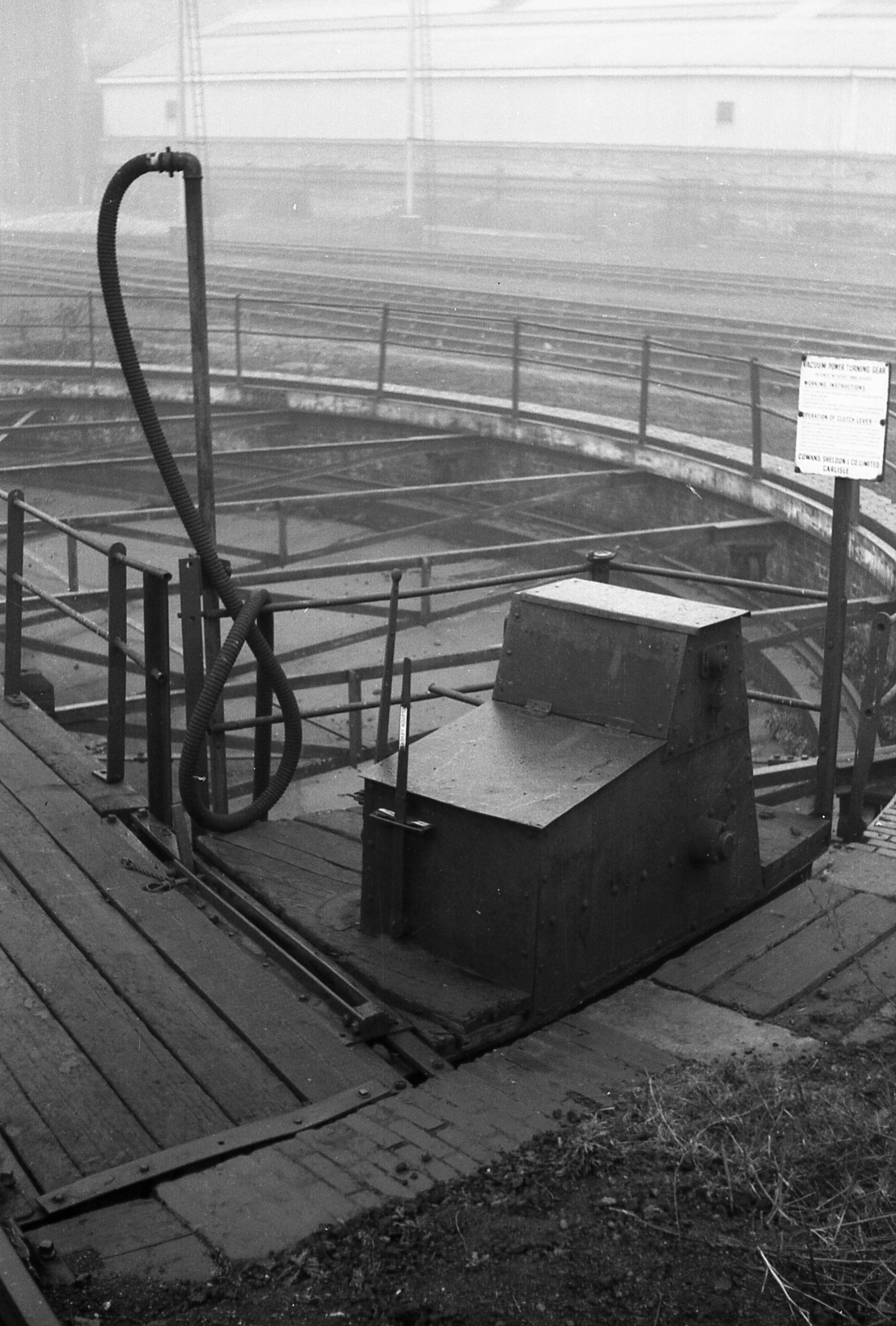
Mesa accionada por el sistema de vació de las locomotoras. La placa indica que fue fabricada por "Cowans Sheldon & Co. Ltd." de Carlisle

Las locomotoras con ténder debían girarse para orientarlas en la dirección correcta antes de su siguiente servicio. En los primeros días, este tipo de máquinas solían medir alrededor de 45 pies (13,7 m) de largo. A medida que la tecnología mejoró y las máquinas fueron cada vez más largas, las mesas giratorias se hicieron más grandes. Para hacer girar una locomotora, la máquina tenía que estar equilibrada con bastante precisión sobre el plato, que se podía hacer girar simplemente con que un operario lo empujase.
Algunas plataformas giratorias podrían funcionar acoplando el sistema del freno de vacío de la locomotora a la plataforma giratoria para accionar esta.
Las mesas posteriores fueron operadas eléctricamente. Muchas locomotoras diésel en el Reino Unido tienen una cabina en cada extremo, lo que elimina la necesidad de plataformas giratorias. Sin embargo, en muchos países se siguen utilizando locomotoras con una sola cabina de conducción, por lo que todavía se utilizan plataformas giratorias.
Reparaciones
Los cocheras locales llevaban a cabo el mantenimiento básico, mientras que las cocheras centrales más grandes realizaban las reparaciones más complejas. Las locomotoras que requerían reparaciones de mayor alcance se enviaban a la fábrica de locomotoras de la empresa o a su suministrador cuando se habían adquirido a un fabricante externo. Las locomotoras retiradas a menudo se podían encontrar en algunos depósitos antes de sus viajes finales al depósito de chatarra.

### Cobertizos auxiliares
En el Reino Unido, la práctica general era que una cochera tuviera varios cobertizos auxiliares más pequeños con menos instalaciones. Cuando las locomotoras asignadas a los cobertizos secundarios requerían reparaciones, a menudo se cambiaban por una máquina similar o simplemente visitaban el depósito principal en domingo, cuando los niveles de tráfico eran considerablemente más bajos.

### Personal
Los maquinistas y los fogoneros eran la cara visible de las cocheras, y algunas de ellas tenían fama por la limpieza de sus locomotoras gracias a la dedicación de estos hombres. Muchas empresas asignaban una locomotora de línea principal específica a una tripulación y, por lo general, se interesaban personalmente en su limpieza. De hecho, algunas compañías ofrecían un premio a la tripulación de la locomotora mejor mantenida.
Muchos maquinistas dedicaban su tiempo a mejorar sus conocimientos y a compartir las mejores prácticas con sus colegas más jóvenes. El personal de conducción (como se conocía a maquinistas y fogoneros) estuvo sindicalizado desde el siglo XIX, y en el Reino Unido generalmente estaba afiliado al ASLEF, mientras que el resto del personal de cocheras solía pertenecer a la Amalgamated Society of Railway Servants, posteriormente conocida como la Unión Nacional de Ferroviarios.
Los trabajadores de las cocheras estuvieron soportando penosas condiciones laborales durante muchos años. En las décadas de 1950 y 1960, el auge de la industria manufacturera hizo que muchos empleados dejaran el ferrocarril en busca de mejores condiciones laborales (y salarios) y, como resultado, muchos ferrocarriles comenzaron a modernizarse.

## Cocheras modernas

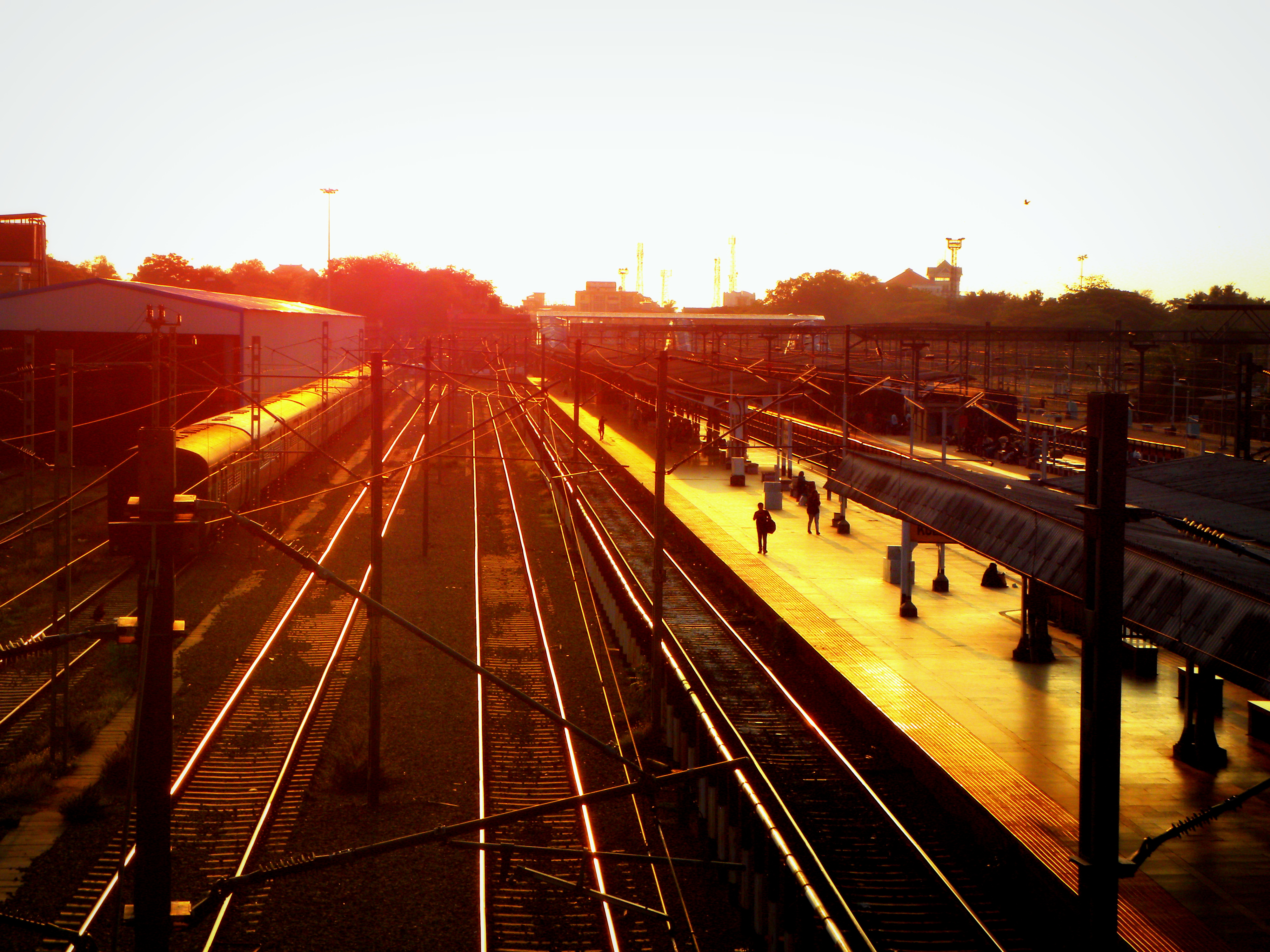
Vista nocturna de la Estación de Quilon Junction y de las cocheras de Kollam MEMU

El mantenimiento de las nuevas locomotoras diésel en las polvorientas cocheras de la locomotoras de vapor pronto resultó difícil y, aunque se han conservado algunas instalaciones antiguas, se construyeron muchos nuevos depósitos para las unidades diésel. El principal problema de las máquinas diésel era la eliminación de los restos de combustible, que inicialmente se vertían indiscriminadamente, lo que causaba problemas de contaminación y seguridad. Las nuevas cocheras se equiparon para trabajar con el combustible diésel, y se mejoró la capacidad de acceder a la parte inferior de las locomotoras, facilitándose así mismo las labores de mantenimiento en la parte superior de la carrocería.
Las tareas no eran muy diferentes en el sentido de que las locomotoras diésel funcionaban con combustible en lugar de carbón, aunque requerían agua, ya que los primeros diésel estaban equipados con generadores de vapor para dar servicio al sistema de calefacción de los coches de viajeros procedentes del periodo anterior.
Desde la privatización en el Reino Unido, las cocheras son operadas por los constructores de trenes, que se encargan del mantenimiento del material rodante bajo contrato con las empresas operadoras.

## Puntos de estacionamiento y abastecimiento de combustible
Alrededor de las redes ferroviarias, hay lugares que solo se utilizan para cargar/repostar locomotoras y estacionar el material rodante, ya sea durante la noche o entre turnos.